# Myoxomorpha funesta
Myoxomorpha funesta är en skalbaggsart som först beskrevs av Wilhelm Ferdinand Erichson 1848. Myoxomorpha funesta ingår i släktet Myoxomorpha och familjen långhorningar.
Artens utbredningsområde är:
- Guyana.
- Panama.
- Paraguay.
- Surinam.
- Venezuela.

Inga underarter finns listade i Catalogue of Life.